# Маунт-Джуетт (Пенсільванія)
Маунт-Джуетт (англ. Mount Jewett) — місто (англ. borough) в США, в окрузі Маккін штату Пенсільванія. Населення — 858 осіб (2020).

## Географія
Маунт-Джуетт розташований за координатами 41°43′46″ пн. ш. 78°38′24″ зх. д. / 41.72944° пн. ш. 78.64000° зх. д. (41.729391, -78.640004).  За даними Бюро перепису населення США в 2010 році місто мало площу 6,12 км², з яких 6,06 км² — суходіл та 0,06 км² — водойми.

## Демографія
Згідно з переписом 2010 року, у селищі мешкало 919 осіб у 392 домогосподарствах у складі 252 родин. Густота населення становила 150 осіб/км².  Було 458 помешкань (75/км²).
Расовий склад населення:
| - 99,1 % — білих - 0,3 % — корінних американців |

До двох чи більше рас належало 0,5 %. Частка іспаномовних становила 1,0 % від усіх жителів.
За віковим діапазоном населення розподілялося таким чином: 24,4 % — особи молодші 18 років, 59,5 % — особи у віці 18—64 років, 16,1 % — особи у віці 65 років та старші. Медіана віку мешканця становила 40,9 року. На 100 осіб жіночої статі у селищі припадало 99,8 чоловіків;  на 100 жінок у віці від 18 років та старших — 95,2 чоловіків також старших 18 років.
Середній дохід на одне домашнє господарство  становив 50 533 долари США (медіана — 42 500), а середній дохід на одну сім'ю — 56 753 долари (медіана — 47 115). Медіана доходів становила 50 625 доларів для чоловіків та 28 929 доларів для жінок. За межею бідності перебувало 21,2 % осіб, у тому числі 46,7 % дітей у віці до 18 років та 4,5 % осіб у віці 65 років та старших.
Цивільне працевлаштоване населення становило 415 осіб. Основні галузі зайнятості: освіта, охорона здоров'я та соціальна допомога — 25,3 %, транспорт — 16,9 %, виробництво — 14,0 %.